# Мариборска синагога
Мариборска синагога је бивша ортодоксна јеврејска синагога, која се налази у центру средњовековног мариборског гета Жидовска улица („Јеврејска улица“), у граду Марибору. Бивша конгрегација је основана у 14. веку и богослужење је обављало по ашкенаском обреду.
Зграда синагоге је завршена крајем 14. века, зграда је служила као синагога до 1497.; као црква од 1501. до 1785. године; и као Музеј историје Јевреја, под називом Центар јеврејске културне баштине Синагога Марибор, од 2001. Једна је од најстаријих сачуваних синагога у Европи и једна од само две преостале у Словенији; друга је Лендавска синагога . Некада је функционисао као центар средњовековне јеврејске заједнице у Марибору, међу најистакнутијим на подручју источних Алпа.

## Историја
Синагога се први пут помиње 1354., а сматра се да је подигнута негде крајем 13. века.  Смештен поред градских зидина, био је део комплекса који је обухватао јеврејско гробље, рабинску резиденцију и талмудску школу . У близини се налазила утврђена кула – део самих зидина – била је позната као Жидовски столп („Јеврејска кула“), док је изван зидина на обали Драве стајала зграда са ритуалним купатилима. 
Током своје историје, синагога је служила као привремено седиште Врховног рабината Штајерске, Корушке и Краина. Око 1450. рабин Израел Исерлајн, који се сматра једним од најутицајнијих ашкеназичких талмудских ауторитета свог времена, процветао је у овом граду и управо у овој синагоги.
1497. протерани су мариборски Јевреји, расејани по целој Европи, посебно у Италији. Након протеривања, синагога је 1501. претворена у католичку цркву, цркву Свих светих. Бивша рабинова резиденција западно од главне зграде постала је канцеларија кустоса, док је друга, мања зграда на источној страни била смештена клисар.
1785. током антиклерикалних реформи Јозефа II, црква је конфискована и претворена у војно складиште. У овом својству је служио до 1811., када је продат приватним власницима на коришћење као трговачко складиште, вински подрум, фабрика четкица, уметнички атеље и стамбена кућа, што је остало до 1980-их. 
Након неколико година реновирања, које су се одвијале од 1992. до 2000., укључујући реконструкцију касноготичког светилишта, зграда је отворена 2001. као музеј и културно-изложбени простор посвећен историји јеврејске заједнице Марибора и Словеније. Локалитет је у почетку био под управом Покрајинског музеја Марибор. Од 2011. је самостална јавна установа под називом Центар јеврејске културне баштине Синагога Марибор.  Бивша синагога проглашена је спомеником културе од државног значаја у Словенији 2015.